# Actions Marie Skłodowska-Curie
Les Actions Marie Skłodowska-Curie (AMSC) - en anglais : Marie Skłodowska-Curie Actions (MSCA) - sont un ensemble de programme de subventions créées par l'Union européenne et la Commission européenne pour soutenir la recherche dans l'Espace européen de la recherche.

## Principe
Créés en 1996 le nom d'« Actions Marie Curie », ces programmes ont été renommés à partir de 2014 en « Actions Marie Skłodowska-Curie ». Ces programmes de bourses visent à favoriser l'avancement professionnel et la formation continue des chercheurs à tous les stades de leur carrière. Ces subventions favorisent la recherche interdisciplinaire et les collaborations internationales, en soutenant des scientifiques non seulement en Europe, mais aussi à travers le monde. Les bourses AMSC sont parmi les plus prestigieuses et les plus compétitives d'Europe. Elles sont destinées à soutenir les chercheurs les plus prometteurs de leur domaine. 
Les AMSC sont financées pour la période 2014-2020 par le programme-cadre Européen Horizon 2020 et s’intègrent au sein du premier pilier défini par celui-ci, à savoir : « l'Excellence Scientifique ». Dans ce système de financement, le Conseil européen de la recherche (CER) a consacré plus de 6 milliards d'euros au programme de subventions. En mars 2017, plus de 100 000 chercheurs avaient bénéficié du soutien des AMSC,.
Pour marquer cette étape importante, la Commission européenne a sélectionné trente chercheurs très prometteurs (ayant atteint les plus hauts scores d'évaluation en 2016) pour présenter les actions de l'UE consacrées à l'excellence et à la mobilité mondiale dans la recherche.